# N.O.R.E. Y La Familia... Ya Tu Sabe
N.O.R.E. Y La Familia… Ya Tu Sabe est un album du rappeur N.O.R.E. sorti le 12 septembre 2006.
Collaborent à cet album produit par SPK et Luny Tunes : Ivy Queen, Fat Joe, Diddy, Ja Rule, Lil Rob, Chingo Bling, Yaga & Mackie, et Nina Sky.

## Titres de l'album
1. "Intro" – 3:49
2. "Soy un Gangsta" (avec Big Mato & Tru-Life) – 4:14
3. "Mas Maiz" (avec Big Mato, Fat Joe, Lumidee, Nina Sky, Chingo Bling, Lil Rob, Negra of LDA) – 4:34
4. "Y Voy" – 3:42
5. "Bailar Conmigo" (avec Big Mato, Don Omar & Diddy) – 4:11
6. "Skit" – 1:44
7. "Trafico" – 3:11
8. "Vente Mami" – 3:32
9. "Tienes a Otra" (avec Big Mato) – 2:56
10. "Dimelo" (avec Daddy Yankee) – 4:14
11. "Hablar de Amor" (avec Frankie Negron) – 4:28
12. "Big It Up" (avec Big Mato) – 4:11
13. "Palla Yo Voy" – 3:45
14. "Cuchi" (avec Big Mato, Ja Rule) – 3:32
15. "Oye Mi Canto" [*] (avec Big Mato, Daddy Yankee, Gem Star, Nina Sky) – 4:01
16. "Reggaeton Latino [Chosen Few Remix]" [*] (featuring Fat Joe, L.D.A., Don Omar) – 4:50
17. "Go In" [*] (avec Final Chapter) – 3:09

## Charts
Album – Billboard (U.S.)
| année | Chart                  | Position |
| ----- | ---------------------- | -------- |
| 2006  | The Billboard 200      | 82       |
| 2006  | Top R&B/Hip-Hop Albums | TBA      |
| 2006  | Top Rap Albums         | TBA      |